# Бари, Вениамин Матвеевич
Вениамин Матвеевич Бари (1817—1887) — русский публицист, получивший известность благодаря брошюрам и планам по просвещению еврейских народных масс. Эмигрировал из Российской Империи из-за симпатий к марксизму. Отец известного русского инженера и предпринимателя Александра Вениаминовича Бари.

## Биография
Вениамин Матвеевич (Беньямин Мовшевич) Бари родился в 1817 году в Митаве в семье Моисея Израилевича Бари (1797—?), у него были младшие братья Симхе (1825) и Лейзер (1828). Окончил в Кёнигсберге талмудическое училище, однако карьера раввина не была для него привлекательной, так как он мечтал о государственной службе, участии в программе просвещения еврейского народа. 
Бари стремился попасть в ведомство министра народного просвещения Уварова, в котором действительно разрабатывалась подобная реформа. В течение 1843 года он написал брошюру, в которой, в частности, одобрил насильственное выселение евреев из приграничной полосы в 50 вёрст и подал через бывшего в Кённигсберге проездом министра финансов Е. Ф. Канкрина прошение к Уварову о приёме на службу с прилагавшимся к нему изложением своих идей о жизни еврейского народа. Не получив ответа, он приехал в Петербург с рекомендательным письмом от Александра Гумбольдта, перешёл в лютеранство и, получив так же рекомендации и от Канкрина, обратился в следующем году к Уварову лично. Однако здесь он получил отказ, который Уваров в письме к Канкрину объяснил тем, что сотрудничество с молодым человеком, отказавшимся от веры отцов и поддержавшим непопулярные в еврейском народе действия, не будет способствовать привлечению евреев к планируемым реформам.
В. М. Бари остался в Петербурге, сначала работая домашним учителем, а затем преподавателем немецкого языка во Второй Санкт-Петербургской гимназии и при Дворянском полку (он владел более чем двенадцатью языками). Женился на Генриете Сергеевне (Шефтелевне) Кан (англ. Henriette Kahn, 1822—1909), также родом из Митавы; у них родилось пять сыновей (в том числе названный в честь Гумбольдта Александр) и три дочери. В начале 1860-х годов Бари содержал частный пансион на 30 учеников. Он придерживался либеральных взглядов и вёл переписку с Карлом Марксом. Именно эта переписка и стала причиной признания его неблагонадёжным, после чего он с семьёй в 1862 году эмигрировал в Цюрих, а в 1865 году — в Соединённые Штаты.
В 1877 году его сын Александр, закончивший политехническую школу в Цюрихе, вернулся в Россию где основал успешный инженерный бизнес. Своё первое инженерное предприятие он открыл вместе со своим младшим братом — выпускником Санкт-Петербургского Горного института Вильямом.
Скончался Вениамин Бари в 1887 году в Америке.

## Семья
Племянник (сын младшей сестры его жены Генриетты Сергеевны) — доктор медицины Гуго Адольфович Левенталь (1858—?), был женат на Кларе Мироновне Хин (сестре писательницы Рашели Хин), их дочь — искусствовед Алиса Гуговна Левенталь (1895—1951) — после смерти матери жила в семье Рашели Хин пока не вышла замуж за поэта Дмитрия Усова.